# 衛藤裕美子
衛藤　裕美子（えとう　ゆみこ、1971年7月17日 -）は、福岡県甘木市出身の日本の女性柔道家。現役時代は48kg級の選手だった。身長151cm。妹の衛藤由佳も48kg級で活躍していた。

## 人物
甘木中学校2年の時、早くも体重別48kg級で3位になった。柳川高校1年の時には強化選手選考会で2位となると、体重別でも3位に入った。2年の時には強化選手選考会で昨年に続いて2位となった。全国高校選手権では、決勝で成安女子高校1年の永井和恵に判定で敗れた。3年の時には体重別の九州予選準決勝で城香中学2年の田村亮子と対戦すると、ポイントでリードされていたものの終了間際に送襟絞で逆転勝ちするなどして優勝した。この当時の田村は、まだ駆け出しの中学生選手に過ぎなかったものの衛藤はシニアの公式戦で田村を破った最初の選手となった(その後は、田村に4連敗している。)。1990年に福岡大学へ進学すると、1年の時には強化選手選考会の3位決定戦で妹の由佳を判定で破って3位となった。3年の時には正力杯で優勝を飾った。また強化選手選考会でも優勝し、さらにはドイツ国際でも優勝を果たした。1994年にはコマツ所属となると、実業個人選手権では衛藤と同じミキハウスに所属している妹の由佳と決勝で対戦するが、判定で敗れた。さらに1996年から2年連続で実業個人選手権では2位となった。引退後は結婚して手塚となった。

## 主な戦績
- 1985年 - 体重別　3位
- 1987年 - 強化選手選考会　2位
- 1987年 - 体重別　3位
- 1988年 - 強化選手選考会　2位
- 1989年 - 全国高校選手権　2位
- 1989年 - 強化選手選考会　3位
- 1990年 - 強化選手選考会　3位
- 1991年 - 強化選手選考会　3位
- 1992年 - フランス国際　7位
- 1992年 - 正力杯　優勝
- 1992年 - 強化選手選考会　優勝
- 1993年 - ドイツ国際　優勝
- 1993年 - 環太平洋柔道選手権大会　3位
- 1994年 - 実業個人選手権　2位
- 1995年 - 実業個人選手権　3位
- 1996年 - 実業個人選手権　2位
- 1997年 - 実業個人選手権　2位

(出典、JudoInside.com)